# 父の海、僕の空
『父の海、僕の空』（ちちのうみ、ぼくのそら）は、2004年8月21日（土曜）21:19 - 23:19に『24時間テレビ27「愛は地球を救う」〜あなたの夢はみんなの夢〜』（日本テレビ系）内で放送された日本のスペシャルドラマ。
ギタリストになる夢に行き詰まり、挫折しかかっている息子。死期が迫りながらも、自らの夢の実現に向けて心血を注ぐ父。2人はすれ違いながらも、互いに語り合うことで再び結ばれていく。夢を抱き続けることの大切さ、素晴らしさを訴える涙と感動の物語。

## キャスト
- 滝沢秀明（タッキー&翼）
- 山﨑努
- 高橋惠子
- 宮﨑あおい
- 北村和夫
- 相島一之
- 田中ひろ子
- 安倍麻美
- 山﨑潤
- 河西健司
- 園田裕久
- 藤田宗久
- 井上高志
- 長谷川朝晴
- 木村靖司
- 岩橋道子
- 大下源一郎
- 尾関伸嗣
- 溝口肇 ほか

## スタッフ
- 脚本：寺田敏雄
- プロデュース：東康之
- 演出：吉野洋
- 音楽：溝口肇
- 制作協力:5年D組
- 制作著作:日本テレビ

| 日本テレビ系 24時間テレビスペシャルドラマ | 日本テレビ系 24時間テレビスペシャルドラマ | 日本テレビ系 24時間テレビスペシャルドラマ |
| 前番組                                    | 番組名                                    | 次番組                                    |
| ----------------------------------------- | ----------------------------------------- | ----------------------------------------- |
| ふたり 私たちが選んだ道                   | 父の海、僕の空                            | 小さな運転士 最後の夢                     |